# 符号分割多元接続

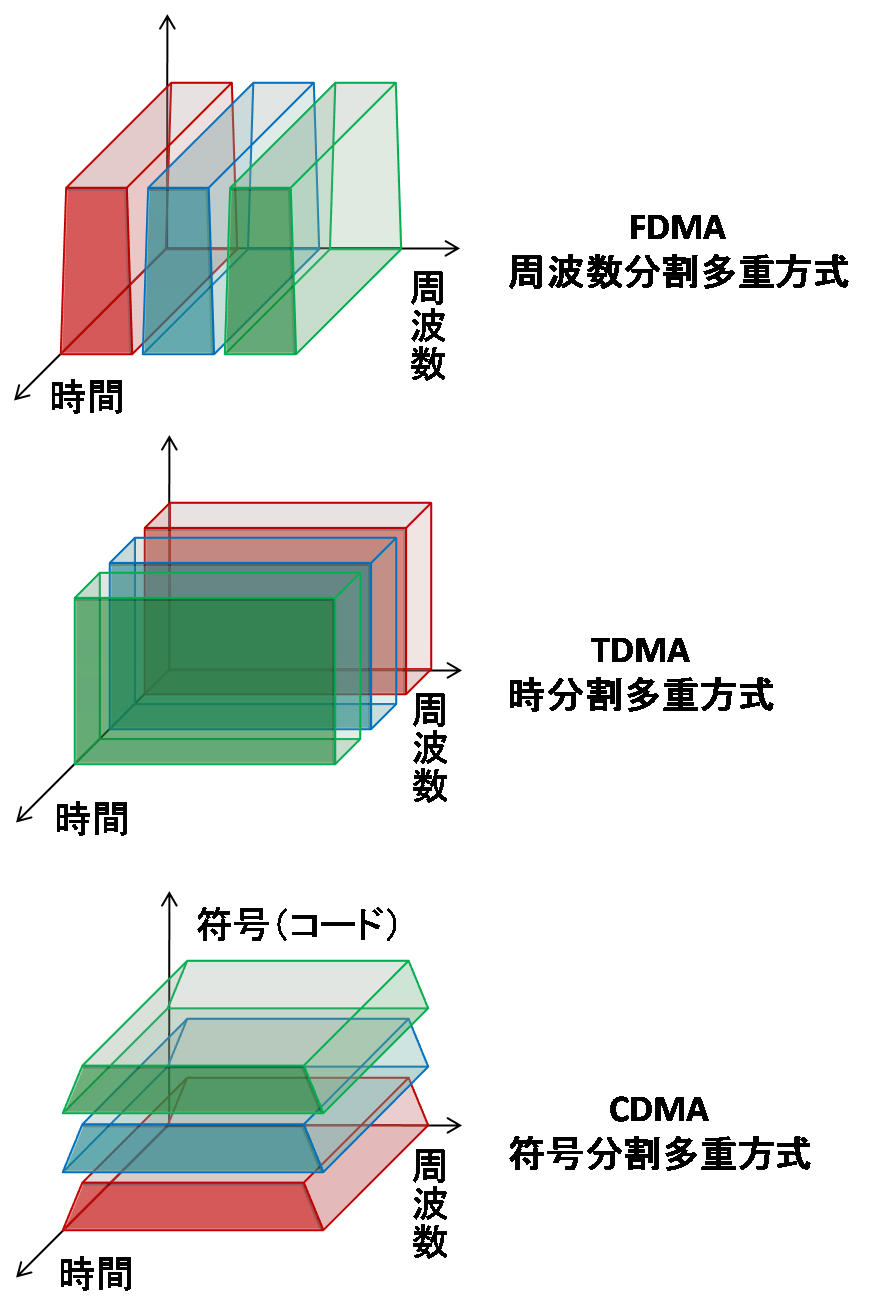
多元接続 (FDMA、TDMA、CDMA)

符号分割多元接続（ふごうぶんかつたげんせつぞく、英語: Code Division Multiple Access、CDMA）とは、通信技術の一方式であり、同一の周波数帯域内で2つ以上の複数の通信（多元接続）を行うために用いる技術の総称である。主に直接拡散符号分割多重接続 (DS/CDMA,DS : Direct Sequence)、周波数ホッピング (FH : Frequency-Hopping) の方式に分けられる。
衛星電話などの衛星通信や携帯電話の他、軍事用の暗号通信に用いられている。

## 携帯電話での方式
CDMA（符号分割多元接続）にはいくつか種類がある。アメリカ合衆国の標準規格はクアルコム社 (QUALCOMM) によって開発された「IS-95」(Interim Standard 95) として知られていた。「IS」とは電気通信工業会 (TIA) によって制定された規格であり、このため「TIA-EIA-95」とも呼ばれる。クアルコム社による「IS-95」のブランド名が「cdmaOne」である。
CDMAはTDMA（Time Division Multiple Access、時分割多元接続）とは違い、いつでも複数の無線接続が可能である。もちろん、多くの接続はそれだけ伝送速度の制約をもたらすが、それでも少ない基地局に対して携帯無線機が多くなった社会においては、TDMAに対して有利な特徴である。北米では、TDMAを使用する「Digital AMPS」(IS-136) 規格と競合の上で、「CDMA2000」と呼ばれるCDMAの規格の一つ「IS-2000」が勝利を収め標準となった。
- cdmaOne（米国クアルコム系）（KDDI/沖縄セルラー電話 (au) ・cdmaOne）
- W-CDMA（日本・欧州系）（NTTドコモ FOMA、SoftBank 3G）
- CDMA2000（米国クアルコム系）（KDDI/沖縄セルラー電話 (au) ・CDMA 1X、CDMA 1X WIN）
- TD-CDMA（慶應義塾大学）

## Cell Breathing
CDMA基地局のセルの大きさが、呼吸しているように収縮変化するCDMA特有の現象である。FDMA、TDMAでは見られない。
CDMAの場合、セル内の携帯電話は同一周波数で通信するため、常に干渉（お互い混信している）状態にあるが、セル内の加入者数が増えて加入者容量の限界に近づいてくると、エリア端に近い局は電波伝播損失が大きいため、基地局に近い局よりも干渉量が大きくなり、基地局との通信ができなくなる。これは、近いもの勝ちの椅子取りゲームに例えることができるが、このような事態を避けるため、基地局において端末局の空中線電力を制限する信号を送り、端末局の遠近出力調節をしている。
この現象をマクロで見ると、あたかもセルの大きさが収縮しているように見える。